# Franciszek Piesik
Franciszek Piesik (* 23. November 1942; † 17. Oktober 1967 in Berlin) war ein polnisches Todesopfer an der Berliner Mauer. Er ertrank bei einem Fluchtversuch nach West-Berlin im Niederneuendorfer See.

## Leben
Kapitän Franciszek Piesik ging dem Beruf des Binnenschiffers nach. Wegen seines Berufs kannte er die örtlichen Gegebenheiten im Nordwesten Berlins. Hier führte die Route durch DDR-Grenzgebiet nah an West-Berlin entlang.
Seine Flucht begann am Abend des 15. Oktober 1967, als er mit einem Ruderboot über die Oder die Grenze zwischen der DDR und Polen überfuhr. Trotz einer eingerichteten Fahndung nach ihm erreichte er Berlin. Bei Hennigsdorf stahl er am 17. Oktober ein Motorboot der „Betriebssportgemeinschaft Baumechanik“ und wollte damit nach West-Berlin übersetzen. Auf dem Weg dorthin musste er eine Landzunge umfahren, um aus dem Kanal zum See zu gelangen. Dabei wurde er wahrscheinlich entdeckt. Franciszek Piesik legte das Boot an der Landzunge an und überquerte das Gelände zu Fuß, bis er den See erreichte. Dort ließ er seine Jacke und Aktentasche zurück. Die Grenze zwischen der DDR und West-Berlin verlief in der Mitte des Sees. Schwimmend versuchte er die Distanz von 200 bis 300 Metern bis zur Grenze im etwa 10 Grad kalten Wasser zu überwinden.
Elf Tage später wurde seine Leiche von den West-Berliner Behörden gefunden. Sie wies keine äußerlichen Verletzungen auf. Der West-Berliner Polizei lagen keine Meldungen über einen Schusswaffengebrauch im fraglichen Zeitraum vor. Etwa zehn Wochen nach dem Tod übermittelte die polnische Militärmission eine Personenbeschreibung und Fingerabdrücke, mit denen Franciszek Piesik identifiziert werden konnte. Seine Leiche wurde weitere drei Monate später auf dem Friedhof Berlin-Heiligensee beigesetzt.